# عملية المخلب السيف
أعلنَ سلاح الجو التركي في 20 تشرين الثاني/نوفمبر 2022 عن بدءِ عملية جويّة جديدة في سوريا سمَّاها عمليّة المخلب السيف (بالتركية: Pençe-Kılıç Operasyonu). بدأت العمليّة بُعيد الإعلان الرسمي بقليل من خلالِ سلسلةٍ من الغارات الجوية التي استهدفت مواقع قوات سوريا الديمقراطية (قسد) وبعض المواقع الأخرى المشتركة بين الأخيرة والقوات المسلحة السورية في شمال سوريا وخاصّة في مُدن حلب و‌الرقة و‌الحسكة. طالت هذه العمليّة مواقع تتبعُ لحزب العمال الكردستاني (بي كا كا) في شمال العراق، وقد بدأت الضربات الجويّة في أعقاب تفجير اسطنبول الذي خلَّف 6 قتلى وعشرات الجرحى والذي اتهمت فيه الحكومة التركيّة من تصفهم بـ «الانفصاليين الأكراد» بالوقوفِ خلف الهجوم، رغمَ نفي كل من حزب العمال الكردستاني ووحدات حماية الشعب الكردية أيّ علاقةٍ لهما بالتفجير.

## الهدف
ذكرت وزارة الدفاع التركيّة أنّ الهدف من هذه العملية هو «ضمان أمن الحدود ومنع أي هجمات إرهابية تستهدفُ الشعب التركي والقوات الأمنية واجتثاث الإرهاب من جذوره»، كما برَّرت ذاتُ الوزارة هجومها بالتأكيدِ على أنّ العملية تستندُ إلى المادة 51 من ميثاق الأمم المتحدة الذي ينصُّ على الحق المشروع في الدفاع عن النفس.

## العمليّة

### نوفمبر
بدأت عمليّة المخلب - السيف في ساعاتٍ مبكّرةٍ من 20 تشرين الثاني/نوفمبر 2022 من خلالِ سلسلةٍ من الغارات الجويّة التي طالت عشرات المواقع في شمال العراق وسوريا، وتركَّز القصف بحسبِ وزارة الدفاع التركيّة على الملاجئ والمخابئ والكهوف والأنفاق ومستودعات الذخيرة والمقرات ومعسكرات التدريب التابعة لقوات سوريا الديمقراطيّة ولحزب العمال الكردستاني. أكّدت وكالة الأناضول أنباء شنّ وزارة الدفاع التركية العملية الجويّة شمالي سوريا والعراق، كما أعلنت أنّ القوات التركيّة ننفذ ضربات جديدة سُويعات بعد الإعلان الرسمي للهجوم وذلك على مواقع محدَّدة في مدينة عين العرب شمالي سوريا، فيما أعلنَ 
التلفزيون الرسمي التركي استخدامَ أنقرة لطائرات مُسيَّرة لتنفيذ الضربات الجوية على عددٍ من المواقع في سوريا.
هدأت الأوضاع لساعات إلى أن ردَّت الفصائل الكرديّة بعد الثانية مساءً بدقائق (توقيت تركيا) من خلال هجومٍ صاروخي طالَ إقليم كلس على الحدود السورية التركية ما تسبَّب بحسبِ مصادر محليّة في إصابة جندي وعنصرَي شرطة. عاودت الفصائل الكردية المسلَّحة في نحو الحادية عشر مساءً من نفس اليوم هجماتها حيث أطلقت عددًا من القذائف نحو قرقميش القريبة من غازي عنتاب، في الوقتِ الذي أعلنت فيهِ وسائل إعلام تركية مقتل شخصين في الهجمة الأخيرة. أعلنت وسائل إعلام تركية زوال الحادي والعشرين من تشرين الثاني/نوفمبر سقوط قذيفة من شمالي سوريا على منطقة أونجوبينار التابعة لمدينة كلس الحدودية أطلقتها قوات سوريا الديمقراطية.
عادت الأوضاع لتهدأ قليلًا لأيام قليلة قبل أن تستعرَّ الهجمات مُجددًا يوم السادس والعشرين حينما أعلنت وزارة الدفاع التركية عن مقتل جنديين اثنين في المنطقة التي وصفتها باسمِ منطقة عمليات المخلب شمالي العراق وجُرح ثلاثة آخرين، كما شنَّت الطائرات التركيّة في نفس اليومِ غاراتٍ مكثفةٍ استهدفت مواقع عسكريّة تتبعُ لقوات سوريا الديمقراطية في ريف حلب الشمالي، وقصفَ الجيشُ التركي في وقتٍ لاحقٍ قرى عدة بريف الحسكة. أعلنَ الرئيس التركي في الأسبوع الأخير من الشهر عن «تحييد 480 إرهابيًا في عملياتنا العسكرية الجارية في العراق وسوريا»، كما أكّد على ما سمَّاه «الحق المشروع» في الدفاعِ عن الأمن القومي التركي. عاودت القوات التركيّة قصفها في اليومِ الموالي (29 نوفمبر) مواقع قوات سوريا الديمقراطية في ريفي الرقة وحلب، قبل أن تُعلن وزارة الدفاع «تحييد 14 عنصرًا من حزب العمال الكردستاني ووحدات حماية الشعب الكردية في شمال سوريا». على المستوى الحلول السياسيّة فقد أكّدت مصادر رسميّة في الحكومة التركيّة لقناة الجزيرة اشتراط أنقرة انسحاب قوات سوريا الديمقراطية (قسد) من منبج و‌عين العرب و‌تل رفعت مُقابل عودة مؤسّسات النظام السوري للسيادة في هذه المدن الثلاث عوضًا عن قسد. شدَّدَ الناطق باسمِ الرئاسة التركية على أنّ العملية العسكرية البريّة قد تبدأُ في أي وقت مُضيفًا أنّ ذلك يعتمد على تقييم المراجع المعنية في تركيا، كما أضافَ أن هدف أنقرة الوحيد في هذه العمليّة هو وحدات حماية الشعب الكردية المتمركزة في الشمال السوري.

## ما بعد العمليّة
أعلنَ الرئيس التركي رجب طيب أردوغان إجراء نقاشات أوسع بشأنِ مشاركة القوات البريّة في هذه العملية العسكرية في شمال سوريا والعراق أو احتماليّة بدء عملية بريّة لاحقة، كما أكّد أن وزارة الدفاع تجري تقييمًا واستشاراتٍ بشأنِ عدد القوات البرية اللازمة للمشاركة في أيّ عملية مرتقبة، موضّحًا في الوقتِ ذاته أنّ «روسيا لم تلتزم باتفاقية سوتشي بشأن إخراج الإرهابيين من المنطقة وأبلغناها أننا لن نصمت على ذلك».

## ردود الفعل

### المحليّة
- الخارجية العراقية: الهجمات الإيرانية والتركية المتكررة بالصواريخ والمسيرات على كردستان العراق خرقٌ لسيادتنا.[21]
- تركيا: قال الرئيس رجب طيب أردوغان «إن العمليات الجوية التركية ضد الميليشيات الكردية في شمال سوريا ليست سوى البداية» مهددًا وفي أكثر من تصريح وبيان بشنّ عملية برية حينَ يكون الوقتُ مناسبًا.[22]
- الإدارة الذاتية لشمال وشرق سوريا: علَّق القائد العام لقوات سوريا الديمقراطية فرهاد عبدي شاهين العمليات العسكرية ضد تنظيم الدولة الإسلامية (داعش) من أجلِ التركيز على الاستعدادات لتوغل تركي بري محتملٍ في شمال سوريا، كما أكّد عبدي على اعتقاده بأنّ القوات التركية ستستهدفُ مدينة عين العرب.[23]

### الدوليّة
- إيران: وجَّه علي خامنئي تحذيرًا لأردوغان مُشيرًا إلى أنّ الصراع العسكري من شأنه أن يُضرَّ بتركيا وسوريا والمنطقة بأسرها. في نفس السياق فقد ادَّعى مسؤولٌ لبناني تحدث إلى وكالة أسوشييتد برس أن إيران كانت تحاول قيادة وساطة من خلال ترتيب لقاءٍ بين الرئيسين السوري بشار الأسد والتركي رجب طيب أردوغان، لكن مسؤولًا رفيعًا في الحكومة التركية نفى أي وساطة إيرانية، قائلًا إنّ طهران «معادية» لتركيا في سوريا وأن روسيا هي التي دفعت تركيا نحو المصالحة لكن «لم يكن هناك تقدمٌ على الإطلاق».[24]
- روسيا: دعا المبعوث الرئاسي الروسي في سوريا ألكسندر لافرنتييف تركيا إلى ضبطِ النفس فيما يخصُّ استخدامها للقوة العسكرية «المفرطة» في سوريا والحرصِ على تخفيف التوترات.[25]
- الولايات المتحدة: عارضَ البنتاغون أي عمل عسكري من جانب تركيا حسب ما نشرتهُ الوكالة الحكوميّة صوت أمريكا، وقال المتحدث باسم مجلس الأمن القومي جون كيربي خلال مؤتمرٍ صحفي: «إن تركيا لها حق مشروع في الدفاع عن نفسها ومواطنيها، لكنها مثل هذه العمليات العابرة للحدود قد تجبر بعض شركائنا في قوات سوريا الديمقراطية على رد فعل من شأنه أن يحدَّ ويُقيد قدرتهم على القتال ضد داعش ... نريد أن نكون قادرين على مواصلة الضغط على داعش»،[26] فيما حثت وزارة الدفاع الأمريكية على وقف التصعيد، قائلةً إنها «قلقةٌ للغاية من العمليّات التركية في العراق وسوريا والضربات الجوية التركية بالقرب من قواعد التحالف»، مختتمةً بيانها بالحديثِ عن وقف إطلاق النار.[27]